# Heteraxine argentea
Heteraxine argentea är en plattmaskart. Heteraxine argentea ingår i släktet Heteraxine och familjen Axinidae. Inga underarter finns listade i Catalogue of Life.